# Becquigny
Becquigny és un municipi francès que pertany al departament de l'Aisne, als Alts de França.
Pertany a la Communauté de communes du Pays du Vermandois.

## Administració
Des de 2008 l'alcalde és Cendrine Roy-Morisot.

## Demografia
- 1962: 317 habitants.
- 1975: 253 habitants.
- 1990: 253 habitants.
- 1999: 274 habitants.
- 2007: 280 habitants.
- 2008: 280 habitants.[1]

### Població
El 2007 la població de fet de Becquigny era de 280 persones. Hi havia 96 famílies, de les quals 24 eren unipersonals (16 homes vivint sols i 8 dones vivint soles), 24 parelles sense fills i 48 parelles amb fills.
La població ha evolucionat segons el següent gràfic:
Habitants censats

### Habitatges
El 2007 hi havia 114 habitatges, 94 eren l'habitatge principal de la família, 8 eren segones residències i 12 estaven desocupats. Tots els 114 habitatges eren cases. Dels 94 habitatges principals, 73 estaven ocupats pels seus propietaris i 21 estaven llogats i ocupats pels llogaters; 3 tenien dues cambres, 7 en tenien tres, 17 en tenien quatre i 67 en tenien cinc o més. 73 habitatges disposaven pel capbaix d'una plaça de pàrquing. A 37 habitatges hi havia un automòbil i a 44 n'hi havia dos o més.

### Piràmide de població
La piràmide de població per edats i sexe el 2009 era:
| Homes | Edats   | Dones |
| ----- | ------- | ----- |
| 0     | 95 o +  | 0     |
| 0     | 90 a 94 | 0     |
| 4     | 85 a 89 | 0     |
| 0     | 80 a 84 | 0     |
| 0     | 75 a 79 | 4     |
| 0     | 70 a 74 | 0     |
| 12    | 65 a 69 | 0     |
| 8     | 60 a 64 | 12    |
| 0     | 55 a 59 | 8     |
| 4     | 50 a 54 | 8     |
| 8     | 45 a 49 | 0     |
| 12    | 40 a 44 | 16    |
| 4     | 35 a 39 | 4     |
| 8     | 30 a 34 | 24    |
| 8     | 25 a 29 | 4     |
| 16    | 20 a 24 | 4     |
| 24    | 15 a 19 | 12    |
| 8     | 10 a 14 | 28    |
| 4     | 5 a 9   | 4     |
| 20    | 0 a 4   | 4     |

## Economia
El 2007 la població en edat de treballar era de 168 persones, 118 eren actives i 50 eren inactives. De les 118 persones actives 91 estaven ocupades (56 homes i 35 dones) i 27 estaven aturades (12 homes i 15 dones). De les 50 persones inactives 8 estaven jubilades, 16 estaven estudiant i 26 estaven classificades com a «altres inactius».

### Ingressos
El 2009 a Becquigny hi havia 94 unitats fiscals que integraven 306 persones, la mediana anual d'ingressos fiscals per persona era de 12.839 €.

### Activitats econòmiques
Dels 3 establiments que hi havia el 2007, 1 era d'una empresa de construcció, 1 d'una empresa de transport i 1 d'una empresa d'hostatgeria i restauració.
L'únic servei als particulars que hi havia el 2009 era un paleta.

## Poblacions més properes
El següent diagrama mostra les poblacions més properes.

## Llocs i monuments
- Església, amb frescos d'Emile Flamant.

## Personalitats lligades al municipi
- Guy Michel: il·lustrador i autor de còmics. Fa molts dibuixos per la premsa local.